# Elfriede Sauerwein-Braksiek

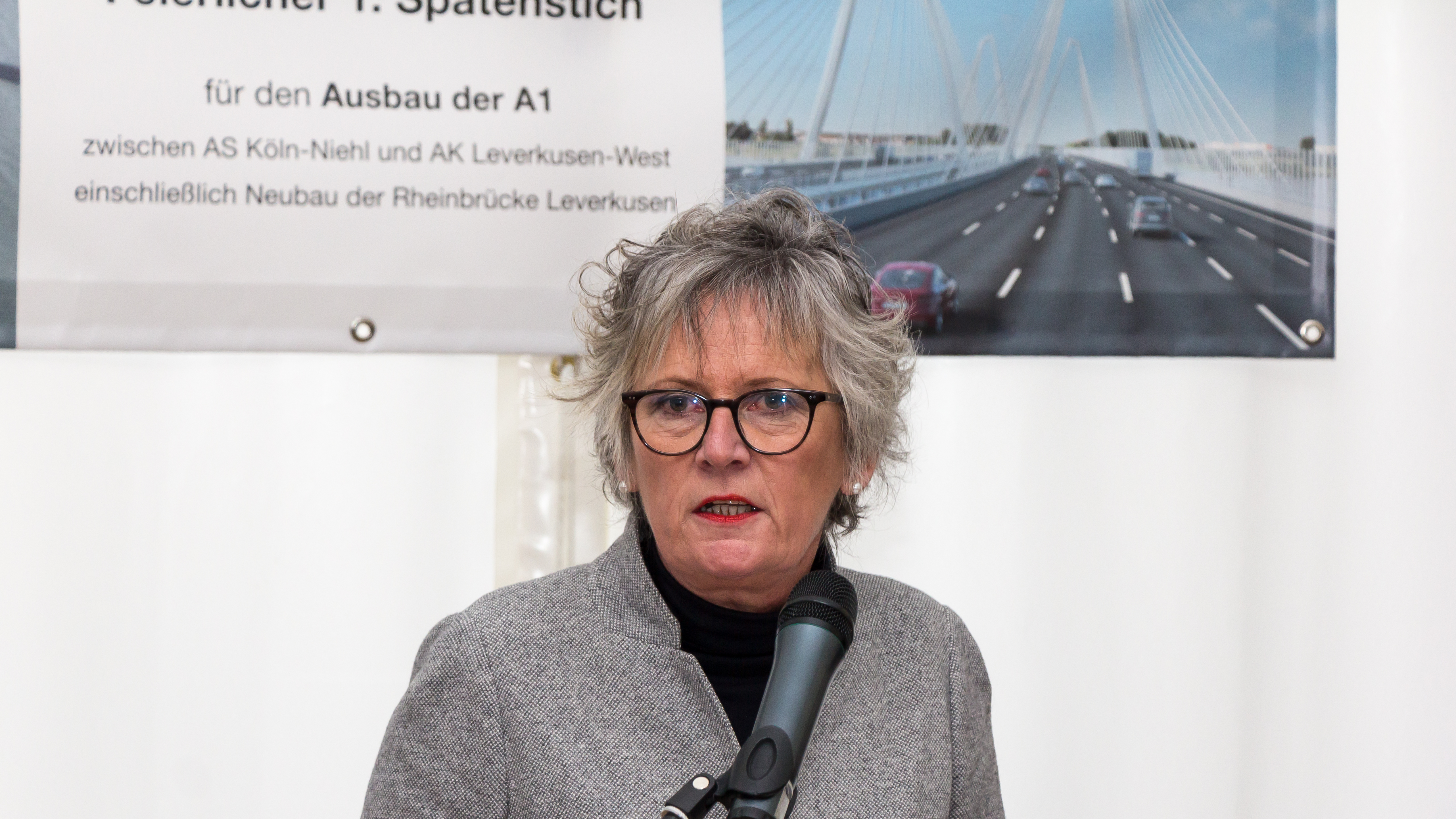
Elfriede Sauerwein-Braksiek, 2017

Elfriede Sauerwein-Braksiek (* 1959 in Trier) ist eine deutsche Bauingenieurin und Straßenbaumanagerin. Sie ist seit dem 1. April 2020 Direktorin der Niederlassung Westfalen der Autobahn GmbH des Bundes.

## Werdegang
Sauerwein-Braksiek wurde 1959 in Trier geboren und studierte  von 1979 bis 1985 Bauingenieurwesen mit Schwerpunkt Konstruktiver Ingenieurbau an der RWTH Aachen. Nach ihrem Diplomabschluss absolvierte sie von 1986 bis 1988 ein Referendariat beim Landschaftsverband Westfalen-Lippe (LWL).
Nach einer vierjährigen Tätigkeit als Referentin für Verkehrssicherheit in der Hauptverwaltung des LWL in Münster wechselte Sauerwein-Braksiek 1992 als Leiterin der Abteilung Bau an das Straßenneubauamt in Recklinghausen. Im Jahr 1997 übernahm sie die Leitung der Abteilung Betrieb und Verkehr beim damaligen Westfälischen Straßenbauamt in Bochum.
Den 2001 gegründeten Landesbetrieb Straßenbau NRW begleitete sie beruflich von Beginn an: zunächst als Leiterin der Abteilung Planung und stellvertretende Niederlassungsleiterin, ab 2013 als Abteilungsleiterin für Einzelplanung am Betriebssitz in Gelsenkirchen. Von 2015 bis 2020 war Elfriede Sauerwein-Braksiek Direktorin des Landesbetriebs. Ihre Arbeit in dieser Position galt als erfolgreich; unter ihrer Leitung erzielte das Unternehmen 2017 einen „Rekordumsatz“ von 1,25 Milliarden Euro. Ende 2019 wurde bekannt, dass sie im Frühjahr 2020 als Direktorin der westfälischen Niederlassung zur Autobahn GmbH des Bundes nach Hamm wechselt. Der Dienstantritt erfolgte zum 1. April 2020.
Seit 2016 ist Sauerwein-Braksiek zusätzlich Vorsitzende der Forschungsgesellschaft für Straßen- und Verkehrswesen.
Elfriede Sauerwein-Braksiek wohnt seit 1986 in Recklinghausen.